# MPi-KM
 (mars 2025).
 (février 2025).
La mise en forme du texte ne suit pas les recommandations de Wikipédia : il faut le « wikifier ».
Les points d'amélioration suivants sont les cas les plus fréquents :
- Les titres sont pré-formatés par le logiciel. Ils ne sont ni en capitales, ni en gras.
- Le texte ne doit pas être écrit en capitales (les noms de famille non plus), ni en gras, ni en italique, ni en « petit »…
- Le gras n'est utilisé que pour surligner le titre de l'article dans l'introduction, une seule fois.
- L'italique est rarement utilisé : mots en langue étrangère, titres d'œuvres, noms de bateaux, etc.
- Les citations ne sont pas en italique mais en corps de texte normal. Elles sont entourées par des guillemets français : « et ».
- Les listes à puces sont à éviter, des paragraphes rédigés étant largement préférés. Les tableaux sont à réserver à la présentation de données structurées (résultats, etc.).
- Les appels de note de bas de page (petits chiffres en exposant, introduits par l'outil «  Source ») sont à placer entre la fin de phrase et le point final[comme ça].
- Les liens internes (vers d'autres articles de Wikipédia) sont à choisir avec parcimonie. Créez des liens vers des articles approfondissant le sujet. Les termes génériques sans rapport avec le sujet sont à éviter, ainsi que les répétitions de liens vers un même terme.
- Les liens externes sont à placer uniquement dans une section « Liens externes », à la fin de l'article. Ces liens sont à choisir avec parcimonie suivant les règles définies. Si un lien sert de source à l'article, son insertion dans le texte est à faire par les notes de bas de page.
- La présentation des références doit suivre les conventions bibliographiques. Il est recommandé d'utiliser les modèles {{Ouvrage}}, {{Chapitre}}, {{Article}}, {{Lien web}} et/ou {{Bibliographie}}. Le mode d'édition visuel peut mettre en forme automatiquement les références.
- Insérer une infobox (cadre d'informations à droite) n'est pas obligatoire pour parachever la mise en page.

Pour une aide détaillée, merci de consulter Aide:Wikification.
Si vous pensez que ces points ont été résolus, vous pouvez retirer ce bandeau et améliorer la mise en forme d'un autre article.

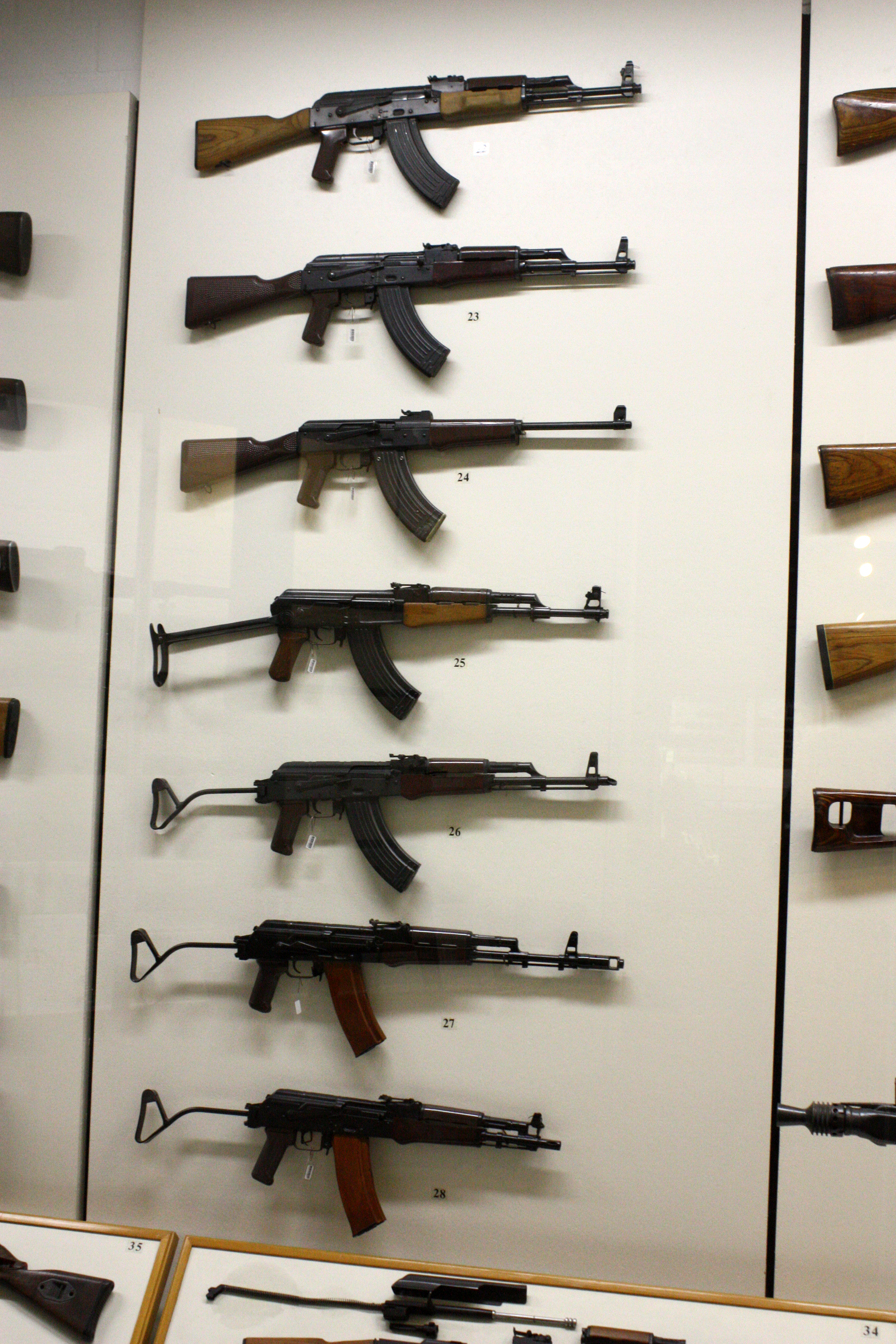
La famille des Kalashnikov est-allemande. De haut en bas : MPi-K, MPi-Km 72, MPi 69, MPi-KMS, MPi-KmS 72, MPi-AKS 74, MPi-AKS 74NK (Collection du Musée allemand des Blindés de Munster.

Les MPi-KM et MPi-KMS-72 sont les versions est-allemande de l'AKM/AKMS fabriquées sous licence. Il a été adopté en 1961 et est entré en service régulier DANS à partir de 1964 dans la NVA.

## Présentation
La première version du fusil MPi-KM avait des meubles en bois et était similaire à l'AKM d'origine, mais les modèles ultérieurs ont des poignées de pistolet et des garde-main supérieure marron pointillées distinctives (à partir de 1965) et des crosses (à partir de 1966) en matière plastique.
En 1970, les modèles mis à jour ont été conçus, mis en service en 1972, sous les désignations MPi-KM-72 et MPi-KMS-72. Le MPi-KMS-72 dispose également d'une crosse "cintre" à simple tige rabattable latéralement, une caractéristique partagée avec les Kalachnikov égyptiennes et roumaines ultérieures.

### MPi-KM
Il peut être classé en trois types selon la période de production.
- Type 1 (1961-1965)

La crosse est devenue une crosse droite et une nervure a été ajoutée au garde-main inférieur. Une tige de nettoyage est incluse avec ce pistolet. Des pièces en résine plastique sont utilisées pour la partie supérieure du protège-main et la poignée. La crosse et le garde-main inférieur sont en bois. Les deux sont en bois de hêtre, la partie inférieure du protège-main est en un seul matériau et seule la crosse est en contreplaqué. La bouche du pistolet n'a pas de frein de bouche en forme de lance en bambou comme l'AK .
- Type 2 (1966-1979)

En raison d'une série de casses dues au manque de résistance de la crosse, les pièces ont été remplacées par des pièces en résine plastique. La bouche est équipée d'un frein de bouche de la même forme de lance en bambou que l'AKM. La partie inférieure du garde-main a été laissée en bois en raison de problèmes de résistance à la chaleur du canon.
- Type 3 (1980-1989)

La partie inférieure du protège-main a été remplacée par un matériau plastique nouvellement développé.

### MPi-KMS-72 (1972-1982)
Adoption d' nouvelle une crosse à branche unique rabattable sur le côté. Il existe deux types d'armes : un modèle intermédiaire et un modèle récent basé sur le MPi-KM.

## Données techniques MPi-KM
- Constructeur :	VEB Fahrzeug et Waffenfabrik "Ernst Thälmann", Suhl (alors en RDA)
- Période de production	: 1961-1990.
- Calibre	: 7,62 mm
- Cartouche	: 7,62 x 39 mm
- Longueur	du fusil : 
  - 880 mm (MPi-KM)
  - 630/895 mm selon la position de la crosse (MPi-KMS)
- Longueur du canon	: 430 mm (compensateur de recul compris)
- Masse de l'arme vide :	
  - 3,4 kg (MPi-KM)
  - 3,54 kg (MPi-KMS)
- Chargeur : 30 cartouches (soit 800 g rempli)
- Cadence de tir : 600 coups par minute.

## Diffusion militaire
Durant la guerre froide, la RDA  a exporté ses MPi-KM en Algérie , en Angola, en Égypte, en Éthiopie , en Guinée , en Irak , en Libye , au Mozambique , en Syrie et  au Yémen du Sud, souvent accompagnés de conseillers militaires.
Après la Réunification allemande, toutes les variantes du MPi-KM ont été retirées du service, la plupart des fusils d'assault étant vendus comme surplus aux armées de pays comme la Finlande  et la Turquie.